# Nananu-i-Ra Island
Nananu-i-Ra Island är en ö i Fiji.   Den ligger i divisionen Västra divisionen, i den norra delen av landet, 100 km norr om huvudstaden Suva.